# ماریون دیویس
ماریون دیویس (انگلیسی: Marion Davies؛ ۳ ژانویهٔ ۱۸۹۷ – ۲۲ سپتامبر ۱۹۶۱) یک هنرپیشه، و تهیه‌کننده اهل ایالات متحده آمریکا بود. وی بین سال‌های ۱۹۱۷ تا ۱۹۳۷ میلادی فعالیت می‌کرد.
رزماری دیویس و رین دیویس خواهران وی بودند.

## نگارخانه

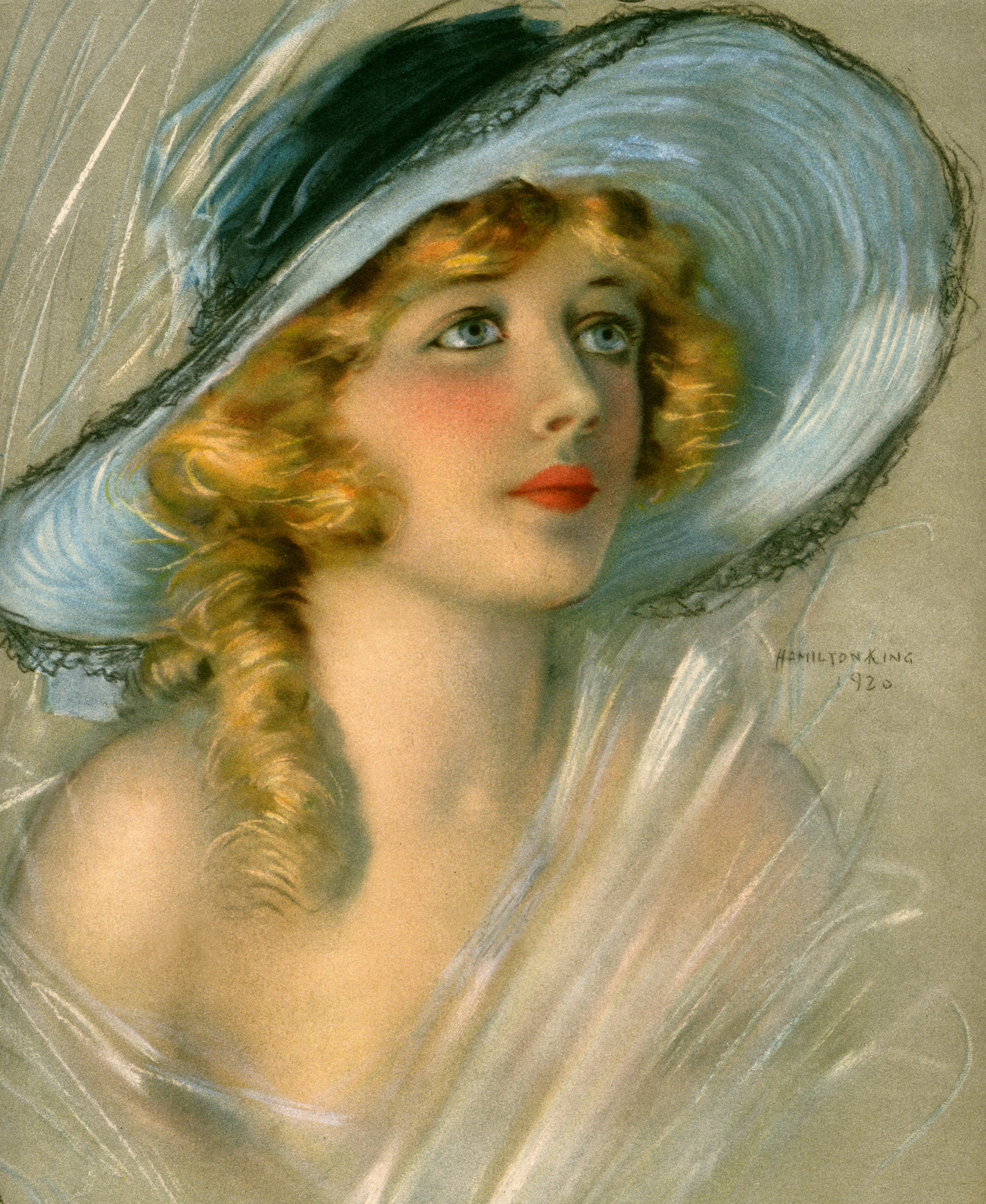

## بخشی از فیلم‌شناسی
| سال  | عنوان              | نقش                         |
| ---- | ------------------ | --------------------------- |
| ۱۹۲۳ | زائر               | Congregation Member         |
| ۱۹۲۵ | بن هور             | Crowd Extra in Chariot Race |
| ۱۹۲۷ | آسیاب سرخ          |                             |
| ۱۹۲۸ | نمایش مردم         | Peggy Pepper/Herself        |
| ۱۹۲۹ | ماریان             | Marianne                    |
| ۱۹۲۹ | نمایش هالیوود ۱۹۲۹ | Herself                     |
| ۱۹۳۰ | نه آن‌قدر احمق      | Dulcinea 'Dulcy' Parker     |